# Magny-la-Ville
 Magny-la-Ville  es una población y comuna francesa, en la región de Borgoña, departamento de Côte-d'Or, en el distrito de Montbard y cantón de Semur-en-Auxois.

## Demografía
| 326 | 172 | 201 | 161 | 161 | 186 | 188 | 175 | 169 | 159 | 138 | 148 | 140 | 128 | 145 | 124 | 119 | 123 | 117 | 112 | 105 | 100 | 72 | 77 | 80 | 65 | 83 | 79 | 48 | 54 | 67 | 59 | 65 |
| Para los censos de 1962 a 1999 la población legal corresponde a la población sin duplicidades (Fuente: INSEE [Consultar]) |     |     |     |     |     |     |     |     |     |     |     |     |     |     |     |     |     |     |     |     |     |    |    |    |    |    |    |    |    |    |    |    |